# إبراهيم كارغبو
إبراهيم كارغبو (بالإنجليزية: Ibrahim Kargbo)‏ (10 أبريل 1982 بفريتاون في سيراليون - ) هو لاعب كرة قدم سيراليوني في مركز الوسط. شارك مع منتخب سيراليون لكرة القدم. أما مع النوادي، فقد لعب مع أتليتيكو كلوب دي برتغال وريسنغ وايت ديرنغ مولنبيك وفاينورد وفيلم تو تيلبورغ ونادي باكو ونادي بروكسل ونادي رويال شارلروا وملطية سبور وويلينج يونايتد.

## وصلات خارجية
- إبراهيم كارغبو على موقع الاتحاد الدولي (مؤرشف)  (الإنجليزية)
- إبراهيم كارغبو على موقع اتحاد تركيا (لاعب) (الإنجليزية)
- إبراهيم كارغبو على موقع قاعدة بيانات كرة القدم.إي يو (الإنجليزية)
- إبراهيم كارغبو على موقع ناشيونال فوتبول تيمز (الإنجليزية)
- إبراهيم كارغبو على موقع Soccerway.com (الإنجليزية)